# أم روثة فوقاني
أم روثة فوقاني قرية سوريّة تتبع إداريّاً لمحافظة حلب منطقة جرابلس ناحية مركز جرابلس، بلغ تعداد سكانها 1,371 نسمة حسب التعداد السكاني لعام 2004.